# Марковиц, Карл
Карл Марковиц (нем. Karl Markovics; род. 29 августа 1963, Вена) — австрийский актёр театра и кино.

## Жизнь и творчество
Русскому зрителю известен по фильму «Комиссар Рекс», где сыграл второстепенную роль Штокингера — первый напарник Мозера, у которого Рекс постоянно крал булочки с колбасой. Исчез из сериала после 2 сезона, однако ему был посвящён спин-офф «Штокингер» из 14 серий.

### Личная жизнь
Карл Марковиц женат на актрисе Штефани Тауссиг (нем. Stephanie Taussig), у них двое детей, Луи и Леони. Семья проживает в пригороде Вены.

## Фильмография

### Актёр
Телевизионные фильмы и сериалы

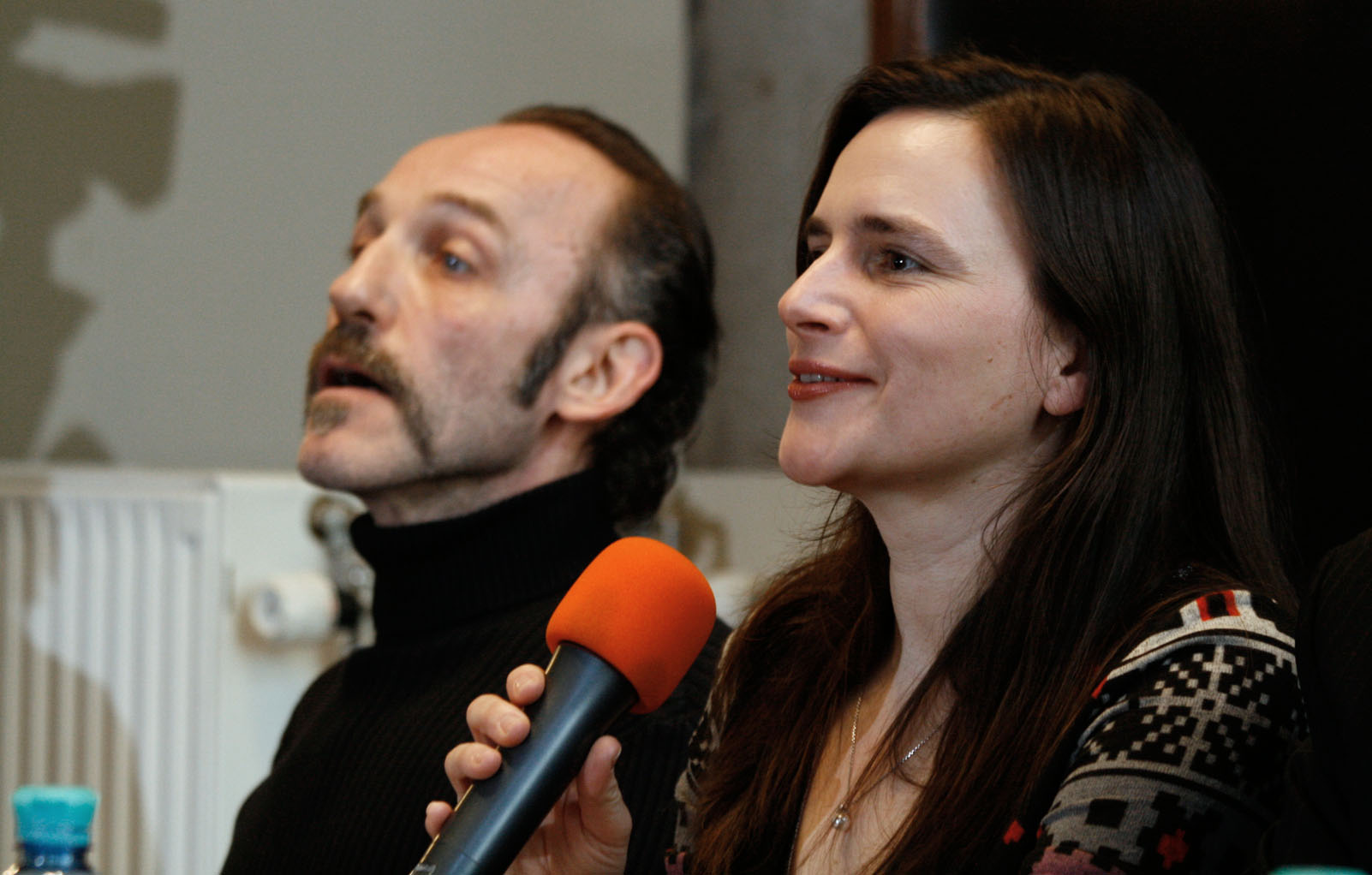
Карл Марковиц и Барбара Альберт на пресс-конференции Austrian Film Awards 2011. Театр Одеон, Вена, Австрия

- 1994 — Телефон полиции - 110 / Polizeiruf 110 — смотритель
- 1994 — 1996 — Комиссар Рекс / Kommissar Rex — Эрнст Штокингер
- 1996 — Оливия - Судьба ребёнка потрясла мир / Olivia — Ein Kinderschicksal bewegt die Welt — доктор Цим
- 1996 — 1997 — Штокингер / Stockinger — Эрнст Штокингер
- 1997 — Безумная Луна / Crazy Moon — доктор Рудольф
- 1997 — Дорога на Стамбул / Die Straße nach Istanbul — доктор Эммерих Бергер
- 1997 — Перекрёстный огонь / Kreuzfeuer — Конрад
- 1998 — И всё из-за мамы / Und alles wegen Mama — Рудник
- 1998 — MA 2412 — советник сената
- 1999 — Шлюха / Das Callgirl — профессор Надлер
- 1999 — Синяя пушка / Die blaue Kanone — Карло Карнетти
- 1999 — Sturmzeit — Ханс Велин
- 2000 — Hirnschal gegen Hitler
- 2000 — Подлость и бродяжничество / Lumpazivagabundus — Цвирн
- 2000 — Специальная комиссия / SOKO 5113 — Лоренц
- 2001 — Blumen für Polt — Руди Рибл
- 2001 — Любовные письма: Любовь по переписке / Love Letters — Liebe per Nachnahme — Карл Кунерт
- 2002 — Эдель и Штарк / Edel & Starck — пластинатор Ланге
- 2002 — Андреас Хофер 1809: Свобода орла / 1809 Andreas Hofer — Die Freiheit des Adlers — эрцгерцог Карл Австрийский, герцог Тешенский
- 2002 — Die Wasserfälle von Slunj — Хвостик
- 2003 — Annas Heimkehr — Грегор Бруннер
- 2003 — Обед для двоих / Dinner for Two — Георгес Хайдер
- 2004 — Любимая бабуля / Zuckeroma — Антон Зеберг
- 2004 — Семейство на заказ / Familie auf Bestellung — Юрген Платцер
- 2004 — Комиссарша Лукас / Kommissarin Lucas — Генрих Браун
- 2005 — Закон Вольфа / Wolffs Revier — босс Hydrotectures
- 2005 — Мой убийца / Mein Mörder — доктор Манхарт
- 2005 — Daniel Käfer — Die Villen der Frau Hürsch — Хуберт Шлёммер
- 2005 — Почерк друга / Die Schrift des Freundes — Юсуф
- 2005 — Четыре женщины и одни похороны / Vier Frauen und ein Todesfall — доктор Штефан Ауингер
- 2005 — Trautmann — Людвиг «Викерл» Стедронски
- 2006 — Час сказки на канале «ProSieben» / Die ProSieben Märchenstunde — доктор Доймлинг
- 2006 — Кронпринц Рудольф / Kronprinz Rudolf — Бомбеллес
- 2007 — Mein Nestroy — Иоганн Непомук Нестрой
- 2007 — Franz Fuchs — Ein Patriot — Франц Фукс
- 2008 — Daniel Käfer — Die Schattenuhr — Хуберт Шлёммер
- 2008 — Густлофф / Die Gustloff — капитан 3-го ранга Петри
- 2009 — Lutter — Уоллер
- 2010 — Разум Кеннеди / Kennedys Hirn — Микель Россберг
- 2013 — Mord in den Dünen — Доминик Гофер
- 2015 — Polizeiruf 110 — Die Gedanken sind frei — Йорг Бауман
- 2017 — Мария Терезия / Maria Theresia — принц Евгений Савойский
- 2018 — Тьма / The Dark — Йозеф Хофер

Кинофильмы

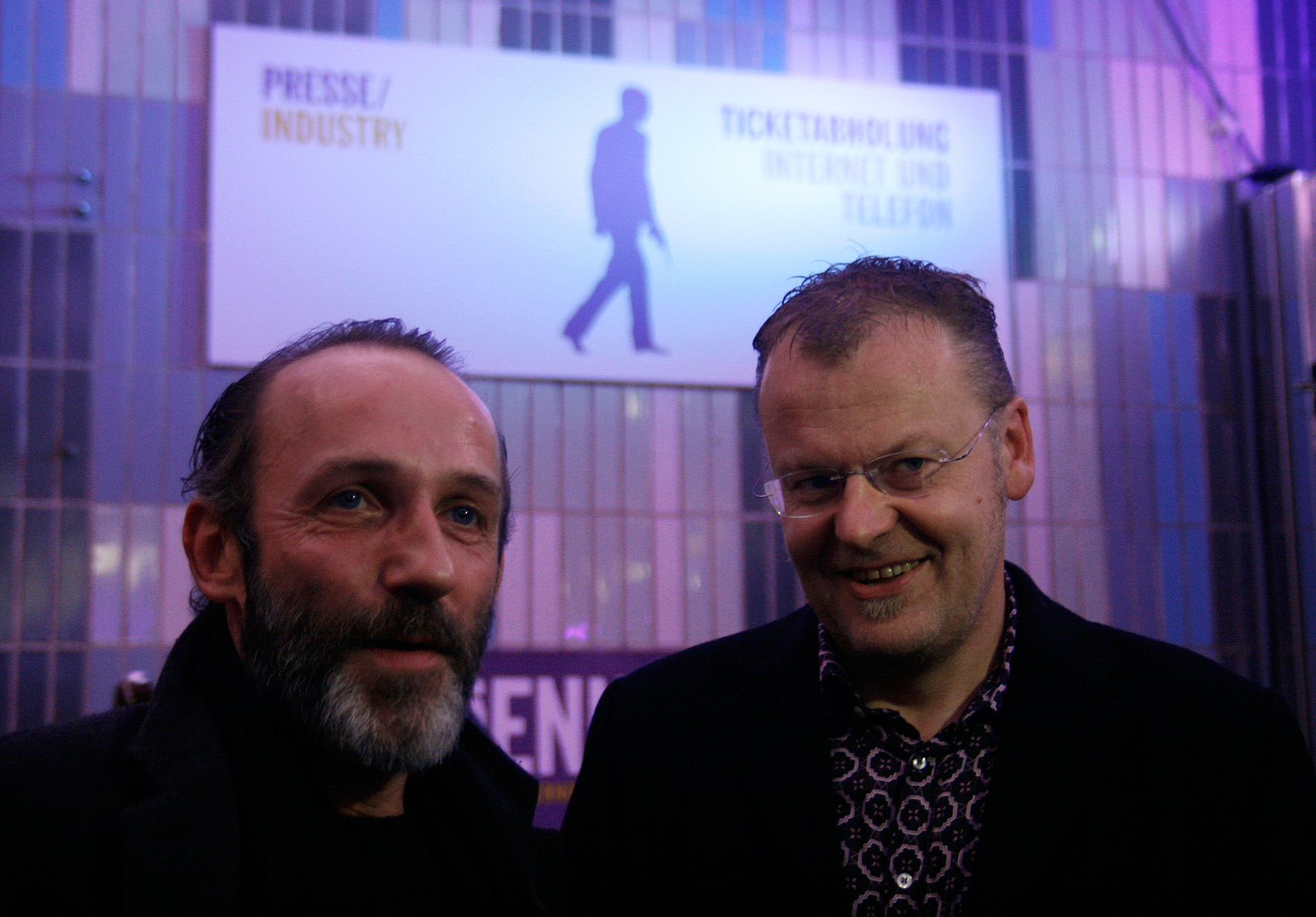
Карл Марковиц и Штефан Рузовицки. (Международный кинофестиваль в Вене, 2009 год)

- 1991 — Собака и кошка / Hund und Katz — Цено
- 1993 — Индия / Indien — Кирхингервирт
- 1993 — Der Menschenforscher
- 1993 — День матери / Muttertag — Шаффнер
- 1993 — Очень много / Halbe Welt — таксист
- 1995 — Пусть придёт рай или ад / Auf Teufel komm raus — Вегофер
- 1997 — Вена Квальтингера / Qualtingers Wien — адвокат
- 1998 — Улица Хинтерхольц, 8 / Hinterholz 8 — егерь
- 1998 — Der Strand von Trouville — Нахткелльнер
- 1998 — Три господина / Drei Herren — херр Иво
- 1999 — Вечерний сеанс / Late Show — Новак
- 1999 — Ох уж этот Боб / Alles Bob! — херр Мак
- 1999 — Разыскивается / Wanted — психиатр
- 1999 — Рождённый в Абсурдистане / Geboren in Absurdistan — Штефан Стромайер
- 2000 — Приди, сладкая смерть / Komm, süsser Tod — егерь
- 2001 — Финал / Showdown — мистер Марковиц
- 2001 — Диверсанты / All the Queen’s Men — гауптштурмфюрер
- 2007 — Фальшивомонетчики / Die Fälscher — Сорович
- 2009 — Магическая книга и дракон / Hexe Lilli: Der Drache und das magische Buch — Альфред
- 2009 — Маленькие разбойники / Mazie laupitaji — директор банка
- 2009 — Германия 09 / Deutschland 09 — 13 kurze Filme zur Lage der Nation — Рольф
- 2009 — Die kleinen Bankräuber
- 2010 — Нанга-Парбат / Nanga Parbat — Карл Мария Херрлигоффер
- 2010 — Генрих Наваррский / Henri IV — Гаспар II де Колиньи
- 2010 — Малер на кушетке / Mahler auf der Couch — Зигмунд Фрейд
- 2010 — Die verrückte Welt der Ute Bock — сотрудник иммиграционной полиции
- 2011 — Неизвестный / Unknown — доктор Фарге
- 2011 — Черный Коричневый Белый / Black Brown White — Джимми
- 2012 — Истальгия / Eastalgia — Владан
- 2012 — Зюскинд / Süskind — фердинанд дер Фюнтен
- 2012 — Измеряя мир / Die Vermessung der Welt — учитель Бюттнер
- 2014 — Отель «Гранд Будапешт» / The Grand Budapest Hotel — Вульф
- 2015 — Влияние / Hiszpanka — Шрек
- 2015 — Я и Камински / Ich und Kaminski — близнецы-композиторы
- 2015 — Тайна Снежной Королевы — Ханс Кристиан Андерсен
- 2016 — Выбор короля (Курт Бройер)
- 2016 — Lída Baarová — Йозеф Геббельс
- 2018 — Дело Мурера: Хроники одного судебного процесса / Murer: Anatomie eines Prozesses — Симон Визенталь
- 2019 — Тайная жизнь / A Hidden Life — Мэр Краус
- 2020 — Сопротивление / Resistance — Чарльз Манжель
- 2025 — Финикийская схема / The Phoenician Scheme — Отшельник

### Режиссёр и сценарист
- 2011 — Дыхание / Atmen
- 2015 — Superwelt

## Работа в театре

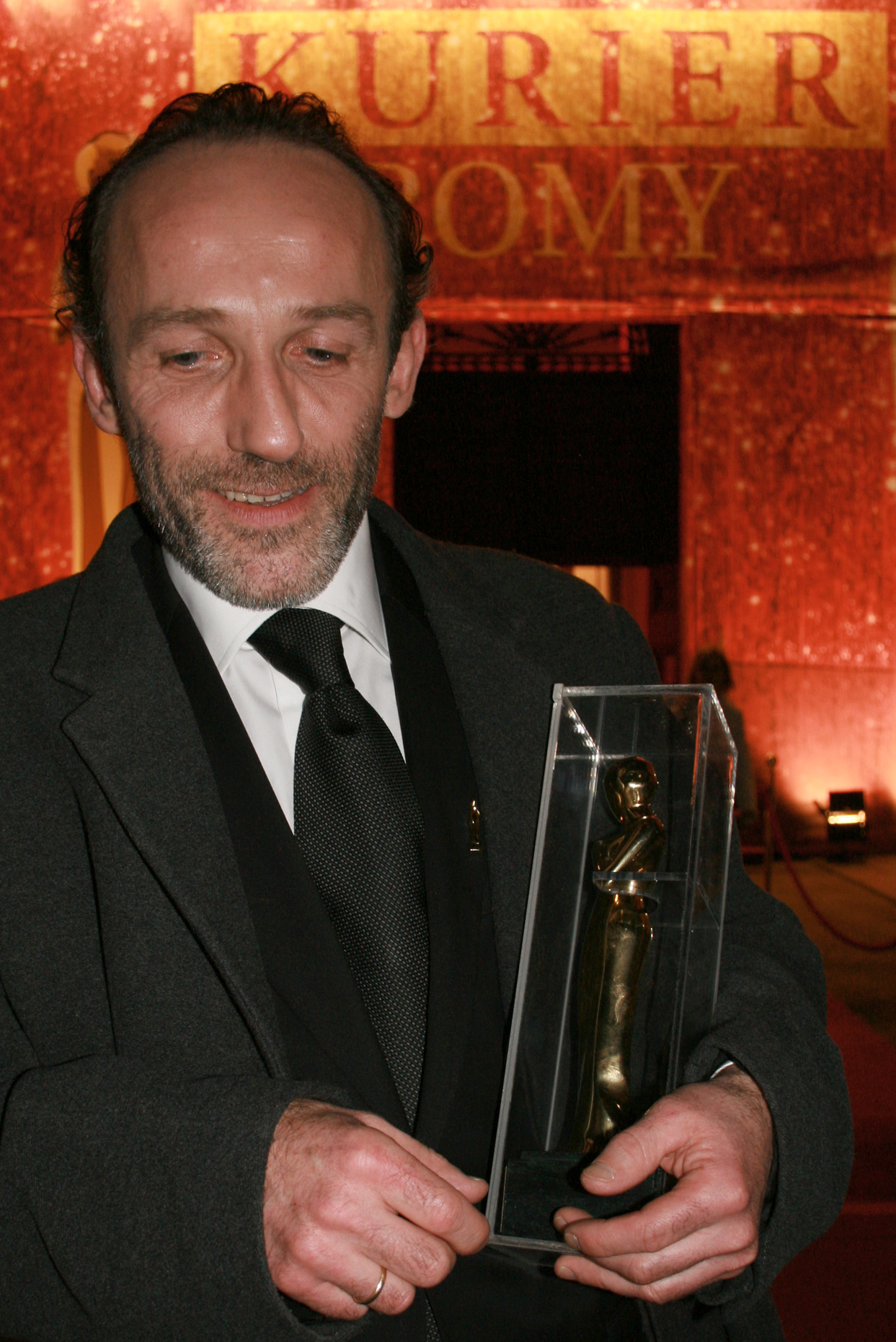
Карл Марковиц с наградой Роми в категории Любимый актёр. (Вена, 2008 год)

- 1992/1993 — Einen Jux will er sich machen (Народный театр)
- 1999/2000 — Lumpazivagabundus (Народный театр)
- 2004/2005 — Hunt oder der totale Februar (Театр в Хаусрукке)
- 2006 — Mein Nestroy (Театр в Йозефштадте)
- 2006 — A Midsummer Night’s Dream (Народная опера)
- 2008 — Die Fledermaus (Цюрихский оперный театр)
- 2008 — Mein Kampf (Театр в Йозефштадте)
- 2010 — Alpenkönig und Menschenfeind (Летняя арена в Бадене)

## Режиссура
В 2011 снял по собственному сценарию фильм Дыхание (нем. Atmen), завоевавший одну из премий Каннского МКФ и другие награды.

## Награды
- 2007: Международный кинофестиваль в Вальядолиде как Лучший актёр в фильме Фальшивомонетчики.
- 2007: Международный кинофестиваль в Ближнем Востоке, Абу-Даби, Чёрный Жемчуг как Лучший актёр в фильме Фальшивомонетчики[2].
- 2007: Роми в категории Любимый актёр.
- 2008: Роми в категории Любимый актёр.
- 2008: Диагональ — Großer Diagonale-Schauspielpreis за выдающиеся показатели (Фальшивомонетчики).
- 2008: Эмми — номинация как Лучший актёр в иностранном телевизионном фильме (Franz Fuchs — Ein Patriot).